# Europaspiele 2015/Teilnehmer (Mazedonien)
| Gelbes Symbol für Goldmedaillen mit stilisierten Olympischen Ringen | Graues Symbol für Silbermedaillen mit stilisierten Olympischen Ringen | Braundes Symbol für Bronzemedaillen mit stilisierten Olympischen Ringen |
| ------------------------------------------------------------------- | --------------------------------------------------------------------- | ----------------------------------------------------------------------- |
| —                                                                   | —                                                                     | 2                                                                       |

Mazedonien nahm in Baku an den Europaspielen 2015 teil. Vom Makedonski Olimpiski Komitet wurden 45 Athleten in acht Sportarten nominiert.

## Judo
| Athleten           | Wettbewerb       | 1. Runde | 1. Runde | 2. Runde         | 2. Runde  | Achtelfinale | Achtelfinale | Viertelfinale | Viertelfinale | Hoffnungsrunde Halbfinale | Hoffnungsrunde Halbfinale | Halbfinale | Halbfinale | Hoffnungsrunde Finale | Hoffnungsrunde Finale | Finale / Kampf um Bronze | Finale / Kampf um Bronze | Rang |
| Athleten           | Wettbewerb       | Gegner   | Ergebnis | Gegner           | Ergebnis  | Gegner       | Ergebnis     | Gegner        | Ergebnis      | Gegner                    | Ergebnis                  | Gegner     | Ergebnis   | Gegner                | Ergebnis              | Gegner                   | Ergebnis                 | Rang |
| ------------------ | ---------------- | -------- | -------- | ---------------- | --------- | ------------ | ------------ | ------------- | ------------- | ------------------------- | ------------------------- | ---------- | ---------- | --------------------- | --------------------- | ------------------------ | ------------------------ | ---- |
| Frauen             |                  |          |          |                  |           |              |              |               |               |                           |                           |            |            |                       |                       |                          |                          |      |
| Katerina Nikoloska | Klasse bis 63 kg | –        | –        | Khanim Huseynova | 0010-1021 | –            | –            | –             | –             | –                         | –                         | –          | –          | –                     | –                     | –                        | –                        |      |

## Kanu
| Athleten            | Wettbewerb | Vorlauf    | Vorlauf | Halbfinale | Halbfinale | Finale               | Finale               | Rang |
| Athleten            | Wettbewerb | Zeit (min) | Rang    | Zeit (min) | Rang       | Zeit (min)           | Rang                 | Rang |
| ------------------- | ---------- | ---------- | ------- | ---------- | ---------- | -------------------- | -------------------- | ---- |
| Männer              |            |            |         |            |            |                      |                      |      |
| Konstantin Dejkoski | K1 1000 m  | 4:02,329   | 8       | –          | –          | –                    | –                    |      |
| Konstantin Dejkoski | K1 5000 m  |            |         |            |            | Rennen nicht beendet | Rennen nicht beendet |      |

## Karate
| Athleten           | Wettbewerb        | Gruppenphase                                      | Gruppenphase | Halbfinale          | Halbfinale | Finale/Kampf um Bronze | Finale/Kampf um Bronze | Rang   |
| Athleten           | Wettbewerb        | Gegner                                            | Ergebnis     | Gegner              | Ergebnis   | Gegner                 | Ergebnis               | Rang   |
| ------------------ | ----------------- | ------------------------------------------------- | ------------ | ------------------- | ---------- | ---------------------- | ---------------------- | ------ |
| Männer             |                   |                                                   |              |                     |            |                        |                        |        |
| Emil Pavlov        | Kumite bis 60 kg  | Jewgeni Plachutin Sofiane Agoudjil Marko Antić    | 0:0 2:1 0:0  | Firdovsi Fərzəliyev | 0:8        | Marko Antić            | 2:0                    | Bronze |
| Martin Nestorovski | Kumite über 84 kg | Spyridon Margaritopoulos Shahin Atamov Enes Erkan | 0:0 5:3 0:3  | Jonathan Horne      | 0:5        | Slobodan Bitevic       | 8:0                    | Bronze |

## Leichtathletik
| Athleten                                                                 | Wettbewerb       | Finale           | Finale           | Finale           |
| Athleten                                                                 | Wettbewerb       | Zeit/Weite       | Rang             | Punkte           |
| ------------------------------------------------------------------------ | ---------------- | ---------------- | ---------------- | ---------------- |
| Frauen                                                                   |                  |                  |                  |                  |
| Valbona Selimi                                                           | 100 m            | 12,83 s          | 13               | 2                |
| Drita Isljami                                                            | 200 m            | 26,27 s          | 13               | 2                |
| Frosina Risteska                                                         | 400 m            | 58,90 s          | 10               | 5                |
| Sermedie Latifova                                                        | 800 m            | 2:30,27 min      | 13               |                  |
| Marija Stojanovska                                                       | 1500 m           | 5:04,28 min      | 13               | 2                |
| Adrijana Pop Arsova                                                      | 3000 m           | 12:07,81 min     | 12               | 3                |
| Adrijana Pop Arsova                                                      | 5000 m           | 21:45,63 min     | 11               | 4                |
| Marija Stojanovska                                                       | 3000 m Hindernis | nicht angetreten | nicht angetreten | nicht angetreten |
| Ivona Dimitrieska                                                        | 100 m Hürden     | 17,70 s          | 10               | 5                |
| Drita Isljami                                                            | 400 m Hürden     | 17,70 s          | 7                | 8                |
| Drita Isljami Sermedie Latifova Frosina Risteska Vera Urdarevska         | 4 × 400 m        | 4:00,81 min      | 9                | 6                |
| Irena Temova                                                             | Hochsprung       | 1,50 m           | 11               | 4                |
| Martina Miroska                                                          | Weitsprung       | 5,45 m           | 9                | 6                |
| Mateja Efremovska                                                        | Dreisprung       | 10,09 m          | 12               | 3                |
| Julijana Veljanoska                                                      | Kugelstoßen      | 9,95 m           | 10               | 5                |
| Julijana Veljanoska                                                      | Diskuswurf       | 33,50 m          | 10               | 5                |
| Mateja Efremovska                                                        | Hammerwurf       | 18,41 m          | 11               | 4                |
| Mateja Efremovska                                                        | Speerwurf        | 22,04 m          | 12               | 3                |
| Männer                                                                   |                  |                  |                  |                  |
| Riste Pandev                                                             | 100 m            | 10,70 s          | 2                | 13               |
| Riste Pandev                                                             | 200 m            | 21,67 s          | 7                | 8                |
| Kristian Efremov                                                         | 400 m            | 48,94 s          | 9                | 6                |
| Aleksandar Stojanovski                                                   | 800 m            | 2:00,60 min      | 14               | 1                |
| Ilija Pajmakoski                                                         | 1500 m           | 4:11,05 min      | 13               | 2                |
| Kokan Ajanovski                                                          | 3000 m           | 9:15,12 min      | 12               | 3                |
| Milosh Ranchikj                                                          | 5000 m           | 16:09,60 min     | 11               | 4                |
| Ilija Pajmakoski                                                         | 3000 m Hindernis | 10:26,92 min     | 12               | 3                |
| Aleksandar Taneski                                                       | 110 m Hürden     | 17,01 s          | 9                | 6                |
| Aleksandar Taneski                                                       | 400 m Hürden     | 1:03,97 min      | 11               | 4                |
| Kristian Efremov Slave Koevski Aleksandar Stojanovski Aleksandar Taneski | 4 × 400 m        | 3:31,12 min      | 11               | 4                |
| Jovanche Jankovski                                                       | Hochsprung       | 1,60 m           | 13               | 2                |
| Slavcho Mirchevski                                                       | Weitsprung       | 6,66 m           | 12               | 3                |
| Slavcho Mirchevski                                                       | Dreisprung       | nicht angetreten | nicht angetreten | nicht angetreten |
| Marjan Nojkovski                                                         | Kugelstoßen      | 12,31 m          | 12               | 3                |
| Stefan Stefanoski                                                        | Diskuswurf       | 37,93 m          | 11               | 4                |
| Dejan Angelovski                                                         | Hammerwurf       | 30,83 m          | 12               | 3                |
| Dejan Angelovski                                                         | Speerwurf        | 52,66 m          | 10               | 5                |

Endplatzierung
| Team           | Wettkampf  | Finale | Finale |
| Team           | Wettkampf  | Punkte | Rang   |
| -------------- | ---------- | ------ | ------ |
| Nordmazedonien | Mixed Team | 143    | 12     |

## Ringen
| Athleten                         | Wettbewerb        | 1. Runde               | 1. Runde | Achtelfinale         | Achtelfinale | Viertelfinale    | Viertelfinale | Halbfinale | Halbfinale | Hoffnungsrunde Viertelfinale | Hoffnungsrunde Viertelfinale | Hoffnungsrunde Halbfinale | Hoffnungsrunde Halbfinale | Hoffnungsrunde Finale | Hoffnungsrunde Finale | Finale | Finale   | Rang |
| Athleten                         | Wettbewerb        | Gegner                 | Ergebnis | Gegner               | Ergebnis     | Gegner           | Ergebnis      | Gegner     | Ergebnis   | Gegner                       | Ergebnis                     | Gegner                    | Ergebnis                  | Gegner                | Ergebnis              | Gegner | Ergebnis | Rang |
| -------------------------------- | ----------------- | ---------------------- | -------- | -------------------- | ------------ | ---------------- | ------------- | ---------- | ---------- | ---------------------------- | ---------------------------- | ------------------------- | ------------------------- | --------------------- | --------------------- | ------ | -------- | ---- |
| griechisch-römischer Stil Männer |                   |                        |          |                      |              |                  |               |            |            |                              |                              |                           |                           |                       |                       |        |          |      |
| Timur Khamikoev                  | Klasse bis 85 kg  | –                      | –        | Nenad Žugaj          | 0:4          | –                | –             | –          | –          | –                            | –                            | –                         | –                         | –                     | –                     | –      | –        |      |
| Freistil Männer                  |                   |                        |          |                      |              |                  |               |            |            |                              |                              |                           |                           |                       |                       |        |          |      |
| Jasin Redjalari                  | Klasse bis 61 kg  | –                      | –        | Krzysztof Bieńkowski | 3:1          | Radoslaw Welikow | 1:3           | –          | –          | –                            | –                            | –                         | –                         | –                     | –                     | –      | –        |      |
| Dejan Mitrov                     | Klasse bis 65 kg  | Dawit Safarjan         | 1:3      | –                    | –            | –                | –             | –          | –          | –                            | –                            | –                         | –                         | –                     | –                     | –      | –        |      |
| Halil Zubairov                   | Klasse bis 86 kg  | Radosław Marcinkiewicz | 1:3      | –                    | –            | –                | –             | –          | –          | –                            | –                            | –                         | –                         | –                     | –                     | –      | –        |      |
| Danov Boban                      | Klasse bis 125 kg | –                      | –        | Geno Petriaschwili   | 0:4          | –                | –             | –          | –          | –                            | –                            | –                         | –                         | –                     | –                     | –      | –        |      |

## Sambo
| Athleten        | Wettbewerb         | Achtelfinale | Achtelfinale | Viertelfinale    | Viertelfinale | Hoffnungsrunde Halbfinale | Hoffnungsrunde Halbfinale | Halbfinale | Halbfinale | Hoffnungsrunde Finale | Hoffnungsrunde Finale | Finale / Kampf um Bronze | Finale / Kampf um Bronze | Rang |
| Athleten        | Wettbewerb         | Gegner       | Ergebnis     | Gegner           | Ergebnis      | Gegner                    | Ergebnis                  | Gegner     | Ergebnis   | Gegner                | Ergebnis              | Gegner                   | Ergebnis                 | Rang |
| --------------- | ------------------ | ------------ | ------------ | ---------------- | ------------- | ------------------------- | ------------------------- | ---------- | ---------- | --------------------- | --------------------- | ------------------------ | ------------------------ | ---- |
| Männer          |                    |              |              |                  |               |                           |                           |            |            |                       |                       |                          |                          |      |
| Bajro Mashovikj | Klasse über 100 kg | –            | –            | Vasif Safarbayov | 0:4           | Razmik Tonoyan            | 4:0                       | –          | –          | –                     | –                     | –                        | –                        |      |

## Schießen
| Athleten     | Klasse | Wettbewerb      | Qualifikation   | Qualifikation | Finale          | Finale | Rang |
| Athleten     | Klasse | Wettbewerb      | Ringe/ Scheiben | Rang          | Ringe/ Scheiben | Rang   | Rang |
| ------------ | ------ | --------------- | --------------- | ------------- | --------------- | ------ | ---- |
| Frauen       |        |                 |                 |               |                 |        |      |
| Nina Balaban | Gewehr | Luftgewehr 10 m | 408,2           | 33            | –               | –      |      |

## Wassersport

### Schwimmen
Hier fanden Jugendwettbewerbe statt. Bei den Frauen ist das die U17 (Jahrgang 1999) und bei den Männern die U19 (Jahrgang 1997).
| Athleten              | Wettbewerb         | Vorlauf     | Vorlauf | Halbfinale | Halbfinale | Finale | Finale | Rang |
| Athleten              | Wettbewerb         | Zeit        | Rang    | Zeit       | Rang       | Zeit   | Rang   | Rang |
| --------------------- | ------------------ | ----------- | ------- | ---------- | ---------- | ------ | ------ | ---- |
| Frauen                |                    |             |         |            |            |        |        |      |
| Ana Maria Damjanovska | 50 m Freistil      | 28,57 s     | 55      | -          | -          | -      | -      |      |
| Ana Maria Damjanovska | 100 m Freistil     | 1:03,54 min | 64      | -          | -          | -      | -      |      |
| Jana Serafimovska     | 50 m Rücken        | 34,40 s     | 47      | -          | -          | -      | -      |      |
| Jana Serafimovska     | 100 m Rücken       | 1:15,32 min | 41      | -          | -          | -      | -      |      |
| Männer                |                    |             |         |            |            |        |        |      |
| Ljupcho Angelovski    | 50 m Freistil      | 25,76 s     | 58      | -          | -          | -      | -      |      |
| Ljupcho Angelovski    | 50 m Rücken        | 28,15 s     | 39      | -          | -          | -      | -      |      |
| Ljupcho Angelovski    | 50 m Schmetterling | 26,38 s     | 56      | -          | -          | -      | -      |      |